# Атраком
ТОВ «Атраком» (Atracom) — українська компанія сегменту глобальних волоконно-оптичних ліній зв'язку (ВОЛЗ) України. В активі компанії понад 24 тис. км побудованих (ВОЛЗ).

## Про компанію
Заснована в грудні 2002 р. Волоконно-оптичні лінії зв'язку ТОВ «Атраком» покривають усі обласні і більшість районних населених пунктів в усіх регіонах України. ВОЛЗ ТОВ «Атраком» мають виходи до зовнішніх кордонів України і можуть інтегруватися з ВОЛЗ операторів сусідніх держав: Польщі, Словаччини, Угорщини, Румунії, Молдови.

## Види діяльності
Основними видами діяльності ТОВ Атраком є:
• Будівництво та продаж ВОЛЗ;

• Продаж «темних» оптичних волокон; 

• Технічне обслуговування та аварійне відновлювання ВОЛЗ и РПН; 

• Здача в оренду «темних» оптичних волокон; 

• Будівництво, обслуговування, продаж та здача в оренду РПН (регенераційних пунктів, що не обслуговуються); 

• Виконання монтажних та вимірювальних робіт на ВОЛЗ Замовника за заявкою; 

• Інвентаризація та паспортизація будь-яких розподільчих систем операторів; 

• Забезпечення безперебійного електроживлення для розподільчих систем на території України.

• Виконання робіт по монтажу систем електрозабезпечення обладнання зв'язку.

Особливості мережі ВОЛЗ «Атраком» є її прив'язка переважно до великих автомобільних доріг, що особливо цінно для операторів мобільного зв'язку (GSM, CDMA, 3G), а також для операторів передачі даних (наприклад, WiMAX), яким потрібне рівномірне покриття великих площ України.

## Особливість технічного обслуговування ВОЛЗ та РПН (регенераційні пункти, що не обслуговуються) в «Атраком»
- Власний Диспетчерсько-аналітичний Центр (ДАЦ), що працює в режимі 24/7; — Велика філіальна мережа Центрів Технічного Обслуговування і Експлуатації (ЦТОЕ) у великих регіональних вузлах із найсучаснішим устаткуванням і транспортною підтримкою; — Впроваджена система автоматизації обліку ресурсів ВОЛЗ (MSTS) на базі ГИС дозволяє:
```
           - мати оперативний доступ до достовірної та детальної інформації про стан мережі;
           - спрощує процеси планування і розвитку мережі;
           - зменшує середній час усунення аварій;
           - підвищує надійність мережі та якість обслуговування клієнтів.
 
— Впроваджена автоматизована система моніторингу волокон дозволяє попередити та швидко реагувати на зміни, згідно з технічними характеристиками волокон.
 
— Система GPS
 
— моніторингу автотранспорту дозволяє оперативно керувати ресурсами та покращувати роботу для Замовників.
```

## Ключові партнери ТОВ «Атраком»
— ЗАТ «Київстар Дж. Ес. Ем.» ТМ «Київстар» — ПрАТ «МТС Україна» ТМ «МТС» — ЗАТ «Українські Радіосистеми» ТМ «Beeline» — ТОВ «Астеліт» ТМ «Life» — ТОВ «Голден Телеком» ТМ «Golden Telecom» — ТОВ «Інтертелеком» ТМ «Intertelecom» — ЗАТ «Телесистеми України» ТМ «PeopleNet» — ЗАТ «Датагруп» ТМ «DataGroup» — ТОВ «Коуджент Коммюнікейшенз Юкрейн» ТМ «Cogent» — ТОВ «РЕТН» ТМ «RETN» — ТОВ «Меморекс телекс коммунікатіонс УА» ТМ «Invitel international» — ЗАТ «Укомлайн» ТМ «Vega» — ТОВ «П-файф» — ТОВ «Фтіком» ТМ «DIPT»

## Розташування
Центральний офіс — Київ

ЦТОЕ № 1 — Львів, Луцьк, Мукачево, Чернівці, Тернопіль, Івано-Франківськ, Ковель, Рівне 

ЦТОЕ № 2 — Вінниця, Хмельницький, Житомир, Умань, Коростень, Кам'янець-Подільський, Шаргород

ЦТОЕ № 3 — Київ, Чернігів, Прилуки, Переяслав, Фастів

ЦТОЕ № 4 — Дніпро, Кропивницький, Павлоград, Запоріжжя, Кривий Ріг, Херсон

ЦТОЕ № 5 — Одеса, Миколаїв, Татарбунари, Подільськ

ЦТОЕ № 6 — Харків, Суми, Конотоп, Полтава, Лозова, Куп'янськ, Ізюм, Хорол

ЦТОЕ № 7 — Слов'янськ